# 5인의 건달
"5인의 건달"은 한국에서 제작된 이성구 감독의 1966년 영화이다. 강신성일 등이 주연으로 출연하였고 이종벽 등이 제작에 참여하였다.

## 출연

### 주연
- 강신성일
- 고은아
- 박기택
- 김태욱

## 기타
- 조명: 차정남
- 미술: 이문현